# Aloys Terbille
Aloys Terbille (* 30. Dezember 1936 in Vreden; † 30. Oktober 2009 ebenda) war ein deutscher Lehrer und niederdeutscher Autor.

## Leben
Aloys Terbille wuchs in Vreden, an der deutsch-niederländischen Grenze, unter den Plattdeutsch sprechenden Ackerbürgern der Kleinstadt auf. Nach dem Besuch des Humanistischen Gymnasiums begann er ein Lehramtsstudium mit Niederdeutscher Literatur in Münster und studierte anschließend Heilpädagogik und Psychologie in Dortmund. Danach wurde er Lehrer an Sonderschulen.
Ab 1978 Veröffentlichungen von Lyrik und Prosatexten in westmünsterländischer Mundart in Anthologien und Zeitschriften, dazu kleinere Hörfunkbeiträge. In den 1980er Jahren macht er mit ungewohnt schroffer plattdeutscher Lyrik auf sich aufmerksam, in der er die Verfolgung der Juden in seinem Heimatort und ihre Vernichtung thematisiert. Terbille war ein mitfühlender und unerbittlicher Wortfechter für die Ausgegrenzten und gegen die Stammtischmehrheit. Er verwendete gezielt authentisches Sprachmaterial.

## Werke
1983 erschien sein Buch über den Leidensweg der Vredener Juden in den Holocaust: Spoor van Lieden allevedan, das in den Niederlanden erschien und beiderseits der Grenze große Beachtung fand. Im Jahre 1997 erschien der Lyrikband Welldage.

## Ehrungen
- 1984: Klaus-Groth-Preis der Alfred Toepfer Stiftung F. V. S.
- 1994: Freudenthal-Preis
- 2010: Freudenthal-Preis (posthum zum zweiten Mal für sein Gesamtwerk)